# 작은 방안의 소녀
《작은 방안의 소녀》는 2021년에 개봉한 대한민국의 영화이다.

## 캐스팅
- 박세진  : 희주 역
- 규원  : 동하 역
- 오지영  : 희주 모 역
- 이민영  : 해영 역
- 이하린  : 서연 역
- 이호아  : 설아 역
- 문승민  : 승민 역
- 노다윗  : 다윗 역
- 박선영  : 선영 역
- 안채은  : 채은 역
- 김명진  : 명진 역
- 김수로  : 수로 역
- 최영  : 동하 부 역
- 박인지  : 상담사 역
- 문학진  : 몰빵 역
- 정자영  : 병신육갑 역
- 주효강  : 또라이몽 역
- 수정  : 연아사랑 역
- 김원동  : 서연 부 역
- 이강은  : 식당사장 역
- 홍승일  : 희주 부 역
- 이기영  : 신혼부부 남편 역
- 강연미  : 신혼부부 아내 역
- 수빈  : 화장품가게 직원 1 역
- 김도희  : 화장품가게 직원 2 역
- 최봄  : 화장품가게 고객 1 역
- 박소연  : 화장품가게 고객 2 역
- 김로은  : 여고생 1 역
- 강희우  : 여고생 2 역
- 양승호  : 경찰 역
- 이슬기  : 편의점 직원 역
- 김태형  : 연아사랑 친구 역